# Bataille de Seven Pines
Guerre de Sécession
Batailles
Campagne de la Péninsule
- Hampton Roads
- Yorktown
- Williamsburg
- Eltham's Landing
- Drewry's Bluff
- Hanover Court House
- Seven Pines
- Sept Jours
  - Oak Grove
  - Beaver Dam Creek
  - Gaines's Mill
  - Garnett's & Golding's Farm
  - Savage's Station
  - White Oak Swamp
  - Glendale
  - Malvern Hill

La bataille de Seven Pines, également connue sous le nom de bataille de Fair Oaks ou bataille de Fair Oaks Station, fut une des plus importantes batailles de la guerre de Sécession. Elle se déroula entre le 31 mai et le 1er juin 1862, dans le comté de Henrico, Virginie (États-Unis). Elle fut le temps fort d'une offensive dans la péninsule de Virginie, conduite par le major-général George McClellan, pendant laquelle l'armée du Potomac atteignit les faubourgs de Richmond, la capitale des États confédérés.

## Déroulement de la bataille

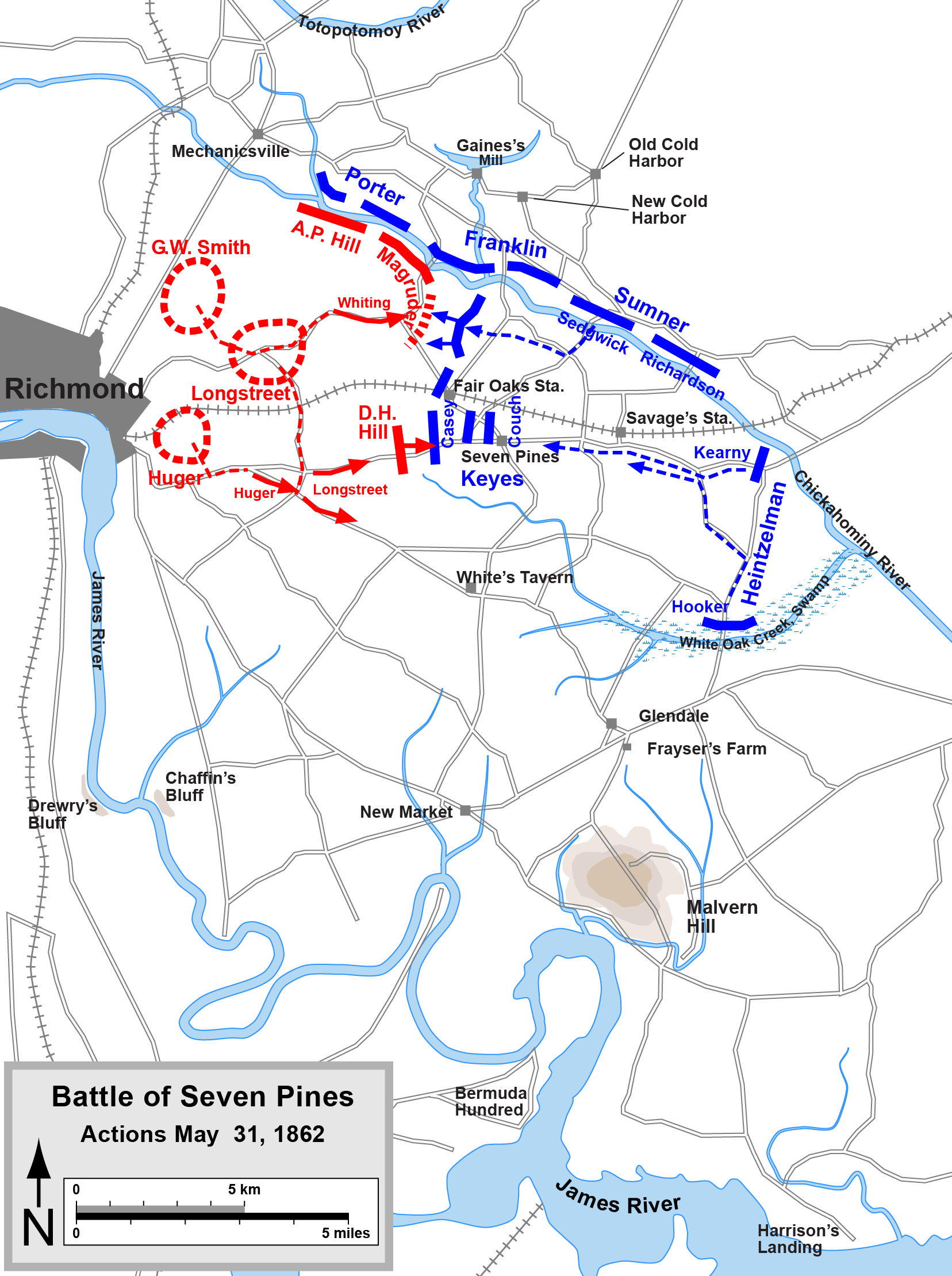
Théâtre des opérations lors de la bataille.

Le 31 mai 1862 le Général Joseph E. Johnston de l'armée des États confédérés essaya de défaire deux corps de l'Armée de l'Union qui semblaient isolés au sud de la rivière des Chickahominy. Les assauts des confédérés, bien qu'ils ne fussent pas bien coordonnés, réussirent à repousser le IV corps et à lui infliger de lourdes pertes. Des renforts furent envoyés, et chacun des camps belligérants engagea de plus en plus de troupes dans cette action. Défendues par le IIIe corps et la division du Major-général John Sedgwick, qui appartenait au IIe corps commandé par le major-général Edwin Vose Sumner, qui traversèrent le fleuve gonflé par la pluie sur le Grapevine Bridge alors que celui-ci était tout près d'être emporté par le courant, finirent par être stabilisées. Le Général Johnston fut gravement blessé au cours des combats et le commandement de l'Armée des États confédérés fut temporairement confié au Major-général Gustavus Woodson Smith.
Au matin du 1er juin 1862, la division du général Kearny monte au front. Les confédérés renouvelèrent leurs assauts contre les fédéraux, qui avaient acheminé des troupes supplémentaires, mais progressèrent peu. La 3rd brigade de la division du général Kearny, commandée par le brigadier général Berry arrive au moment où les troupes du général Casey refluent. Elle parvient à reprendre le terrain perdu mais en fin de journée, elle se replie en bon ordre.
Chacun des deux camps s'attribua la victoire de ces journées.

## Bilan et conséquences

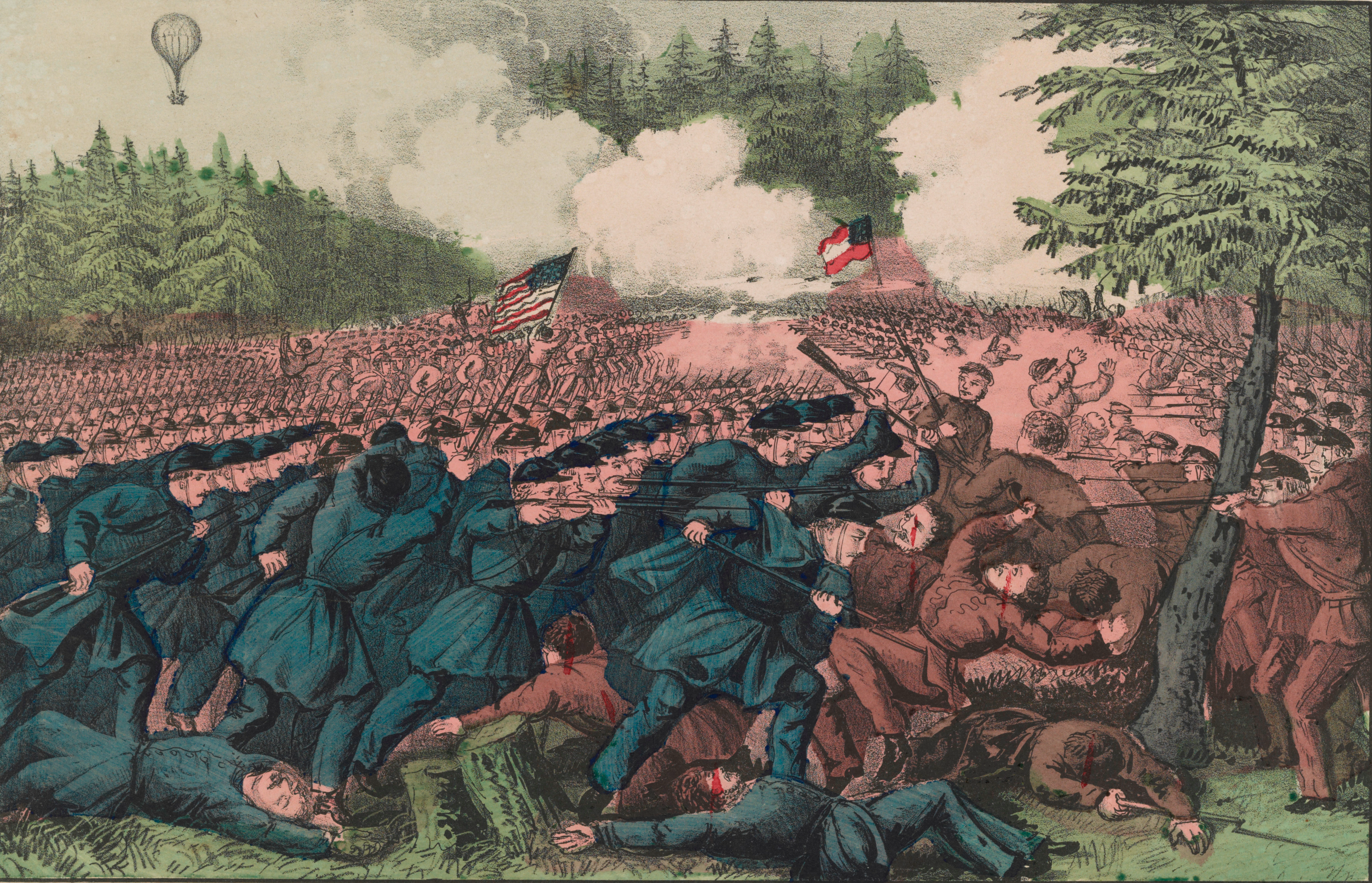
Bataille de Seven Pines ou Chênes équitables, Virginie, 31 mai 1862.

Bien que la bataille n'apportât aucun gain tactique, elle fut la principale bataille du théâtre oriental de la guerre de Sécession et la seconde, après la bataille de Shiloh, pour les pertes qu'elle engendra (près de 11 000 hommes tués, blessés ou disparus). Elle marqua le commencement de la fin de l'offensive de l'Union qui se conclut par la bataille de Sept Jours et la retraite de son armée à la fin du mois de juin.
Le Brigadier général Robert H. Hatton (en) qui commandait la 4e brigade de la 1re division de l'Armée de Virginie du Nord fut tué sur le champ de cette bataille le 31 mai 1862.